# Johann Gottfried Vierling
Johann Gottfried Vierling (Metzels, 25 de enero de 1750 - Esmalcalda, 22 de noviembre de 1813) fue un organista y compositor alemán.

## Biografía
Vierling nació en Metzels. A partir de 1763 estudió en el Lyzeum de Esmalcalda. En 1768 sucedió a su maestro Johann Nikolaus Tischer (1707-1774) como organista de la ciudad. Posteriormente continuó sus estudios musicales con Carl Philipp Emanuel Bach y Johann Philipp Kirnberger. Vierling falleció en Esmalcalda en 1813.
Vierling compuso varias colecciones de piezas fáciles para órgano, un libro coral para órgano a cuatro voces (1790), música para cémbalo, dos tríos para piano, una pieza para cuarteto y seis sonatas. Se conservan dos volúmenes anuales manuscritos de Kirchenkantaten. También publicó un manual sobre el arte del bajo continuo, titulado Allgemein faßlicher Unterricht im Generalbaß.
Entre los alumnos de Vierling estaba Johann Christian Friedrich Hæffner, quien se convirtió en un célebre músico en Suecia.

## Obras
- Achtundvierzig kurze und leichte Orgelstücke
- 48 leichte Choralvorspiele, Leipzig
- Sonata en Do Mayor para cémbalo / órgano
- Prelude in Do Menor para órgano
- Cerca de 160 cantatas
- Choralbuch auf vier Stimmen zum Gebrauch bey dem öffentlichen- und Privat-Gottesdienst : nebst e. Vorrede u. kurzen Vorbericht mit e. Haupt- u. Melodien-Register / hrsg. von Johann Gottfried Vierling, 1789
- Allgemein fasslicher Unterricht im Generalbass mit Rücksicht auf dem jetzt herrschenden Geschmack in der Composition durch treffende Beispiele erläutert, Leipzig, 1805
- Versuch einer Anleitung zum Präludiren für Ungeübtere, Leipzig, 1794
- Empfindung und Empfindelei oder Die Verwechslung der Geliebten (ópera)